# Merven Clair
Merven Clair (* 2. Juli 1993 in Beau Bassin-Rose Hill, Mauritius) ist ein mauritischer Boxer und Teilnehmer der Olympischen Spiele 2016 und 2020.

## Boxkarriere
Der rund 1,76 m große Rechtsausleger begann im Alter von neun Jahren mit dem Boxsport.
Er gewann 2015 im Mittelgewicht die Indian Ocean Island Games und qualifizierte sich durch das Erreichen des Finales bei der afrikanischen Qualifikation 2016 für die Olympischen Spiele 2016 in Rio de Janeiro. Dort schied er in der Vorrunde des Mittelgewichts gegen Hosam Bakr Abdin aus.
2017 gewann er die Silbermedaille im Weltergewicht bei den Afrikameisterschaften und nahm anschließend an den Weltmeisterschaften 2017 in Hamburg teil, wo er in der Vorrunde gegen Sergey Sobylinskiy ausschied.
2019 gewann er im Weltergewicht jeweils die Indian Ocean Island Games und die Afrikaspiele, weshalb er zum Mauritischen Sportler des Jahres gewählt wurde.
Er nahm 2021 an den in Tokio ausgetragenen Olympischen Spielen teil und besiegte Wyatt Sanford und Zeyad Iashaish, ehe er im Viertelfinale gegen Aidan Walsh ausschied.
Zudem war er bisher unter anderem Teilnehmer der Commonwealth Games 2014, der Afrikameisterschaften 2015, der Commonwealth Games 2018, der Weltmeisterschaften 2021, der Commonwealth Games 2022 und der Weltmeisterschaften 2023.